# Ritratto di Bazille
Il Ritratto di Bazille è un dipinto del pittore francese Pierre-Auguste Renoir, realizzato nel 1867 e conservato al museo Fabre di Montpellier.
Durante gli esordi Renoir patì gravi incertezze economiche e, dopo aver ricercato una prima ospitalità presso Alfred Sisley, si stabilì nello studio dell'amico Jean-Frédéric Bazille, in rue Visconti, dove successivamente alloggerà anche Monet. Questa tela, in effetti, si può considerare un primo manifesto del sodalizio artistico tra Renoir, Bazille e Manet, poi sfociato nel grande movimento impressionista. Lo spunto narrativo dell'opera è prettamente autobiografico: una volta, infatti, Bazille fu colpito da un airone e due passerotti che si erano adagiati su un pezzo di stoffa, e decise prontamente di ritrarre quest'inaspettata e spontanea natura morta in un dipinto denominato Airone. Renoir, mosso da un istintivo senso di amicizia, decise di ritrarre Bazille accinto a dipingere in questo quadro, oggi esposto al museo d'Orsay di Parigi.
Oltre a Bazille, che è il diretto effigiato, anche il nome di Monet è indissolubilmente legato a questo quadro: dietro la sagoma di Bazille, infatti, si estende un assemblaggio di tele appese alla parete, tra cui spicca un paesaggio innevato di Monet,  La strada della fattoria Saint Siméon. Questo ritratto, per di più, oltre a testimoniare la vita disordinata della bohème francese, rivela una grande vivacità e fluida libertà, ben distante dall'ufficialità di alcuni ritratti precedenti, come quello raffigurante William Sisley, padre di Alfred. Altrettanto innovativa è la tavolozza, giocata sulla dominanza dei toni grigi e beige (con una nota squillante del laccio rosso delle scarpe), evidente tributo alla maniera di Manet e di Corot.